# 249-й отдельный танковый полк
249-й отдельный танковый Рижский полк — тактическое соединение Рабоче-крестьянской Красной армии периода Великой Отечественной войны.

## История
249-й отдельный танковый полк создан 20 ноября 1942 года на основании Директивы НКО № 1104914сс от 12 октября 1942 года на базе 249-й танковой бригады. В период войны находился в составе Северо-Западного фронта, 10-й гвардейской армии, 2-го Прибалтийского фронта. В ходе боевых действий получил почётное наименование «Рижский».
26 ноября 1945 года 249-й отдельный танковый полк преобразован в 35-й танковый полк 20-й механизированной дивизии.
В феврале 1947 года полк преобразован в 21-й танкосамоходный полк 59-й гвардейской стрелковой дивизии.
В 1957 году 21-й танкосамоходный полк преобразован в 356-й танковый полк 59-й гвардейской мотострелковой дивизии.
На момент распада СССР 356-й танковый полк базировался в Тирасполе (МССР) в составе 59-й гвардейской мотострелковой дивизии и имел на вооружении 87 танков Т-64, 16 БМП (14 БМП-2, 2 БРМ-1К), 1 САУ 2С1, 5 КШМ БМП-1КШ, 3 мостоукладчика МТУ-20.